# Wohnhaus Parkstraße 44
Das Wohnhaus Parkstraße 44 in Hude wurde im 20. Jahrhundert gebaut.
Das Haus wird heute (2022) als Wohn- und Bürohaus sowie Praxis genutzt.
Das Gebäude steht unter Denkmalschutz (siehe auch Liste der Baudenkmale in Hude (Oldenburg)).

## Geschichte
Das ein- bis zweigeschossige historisierende verputzte Gebäude in T-Form auf parkartigem Areal mit Sockelgeschoss, Satteldach mit Schlepp- und Giebelgauben und dem seitlichen nördlichen Giebelflügel wurde um 1900 im Landhausstil gebaut. Die differenzierte Gestaltung durch mittigen Haupteingang, Nebeneingang, Freitreppe, Balkone, Loggia mit drei ionischen Säulen, Gesimse, Brüstungsgesimse, Fensterrahmungen, Brüstungsfelder und Kantenquaderung bestimmen gestalterisch das weiße Haus.
Die Holzskulptur Beieinander vom Huder Bildhauer Wolf E. Schultz steht seit 2008 vor dem Gebäude.
Das Niedersächsische Landesamt für Denkmalpflege befand: „… hat eine geschichtliche Bedeutung … als beispielhaftes großbürgerliches Wohnhaus („Villa“) des späten Historismus …“